# Петер Артнер
Петер Артнер (нім. Peter Artner, нар. 20 травня 1966, Відень) — австрійський футболіст, що грав на позиції захисника.
Виступав, зокрема, за «Аустрію» (Зальцбург), з якою став дворазовим чемпіоном Австрії, а також національну збірну Австрії, у складі якої був учасником чемпіонату світу 1990 року.

## Клубна кар'єра
У дорослому футболі дебютував 1984 року виступами за команду «Аустрія» (Відень), в якій провів два сезони і виграв два чемпіонати в 1985 і 1986 роках, а також Кубок Австрії (1986).Втім так і не ставши основним гравцем, він був відданий в оренду в клуб «Ферст Вієнна», де провів сезон 1986/87, після чого покинув рідну команду.
Своєю грою за останню команду привернув увагу представників тренерського штабу клубу «Адміра-Ваккер», до складу якого приєднався 1987 року. Відіграв за команду з Медлінга наступні шість сезонів своєї ігрової кар'єри. Більшість часу, проведеного у складі «Адміри-Ваккер», був основним гравцем захисту команди і 1989 року виграв з клубом Суперкубок Австрії.
Згодом з 1993 по 1996 рік грав у складі «Аустрія» (Зальцбург), з якою став дворазовим чемпіоном Австрії, а також брав участь в обох фінальних зустрічах Кубка УЄФА 1993/94 проти «Інтернаціонале», але обидві гри австрійці програли 0:1 і не здобули трофей.
У 1996 році Артнер перейшов в іспанський «Еркулес». Дебютував у Прімері 8 вересня 1996 року в грі проти «Реала» (0:3) і загалом зіграв 16 ігор за клуб в усіх турнірах та наприкінці сезону 1996/97 він вилетів з клубом до Сегунди. Після цього Артнер перейшов до «Фоджі», де провів пів року Серії B. 
Завершив ігрову кар'єру на батьківщині у команді «Санкт-Пельтен», що грала у другому дивізіоні країни, але 2000 року через фінансові проблеми припинила існування і на її місці було створено новий однойменний клуб, що став виступати в аматорських змаганнях, де Петер і провів свій останній сезон 2000/01.

## Виступи за збірну
18 листопада 1987 року дебютував офіційних іграх у складі національної збірної Австрії в матчі кваліфікації на Євро-1988 проти Румунії (0:0).
У складі збірної був учасником чемпіонату світу 1990 року в Італії, зігравши у 2 іграх — з Італією (0:1) і США (2:1), а австрійці не змогли вийти з групи.
Останнім матчем Артнера у майці національної збірної стала товариська зустріч із Чехією (1:0) 25 травня 1996 року. Загалом протягом кар'єри у національній команді, яка тривала 10 років, провів у її формі 55 матчів, забивши 1 гол.

## Титули і досягнення
- Чемпіон Австрії (4):

«Аустрія» (Відень): 1984/85, 1985/86
«Аустрія» (Зальцбург): 1993/94, 1994/95
- Володар Кубка Австрії (1):

«Аустрія» (Відень): 1985/86
- Володар Суперкубка Австрії (1):

«Адміра-Ваккер»: 1989
«Аустрія» (Зальцбург): 1994, 1995